# Duński Uniwersytet Techniczny

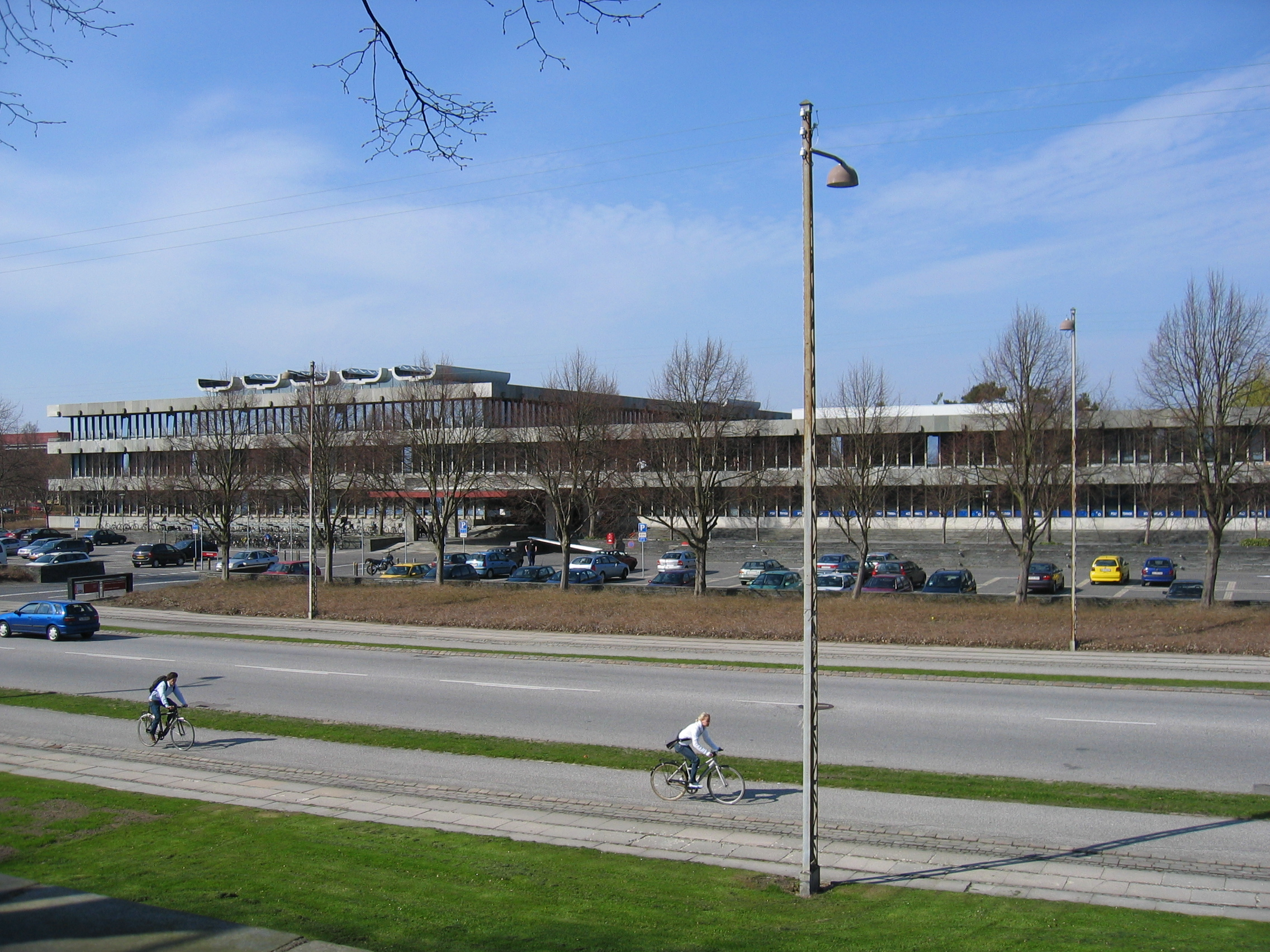
Jeden z budynków DTU

Duński Uniwersytet Techniczny (duń. Danmarks Tekniske Universitet, DTU) – publiczna uczelnia techniczna (tj. politechnika), założona przez Hansa Christiana Ørsteda w 1829 roku, znajdująca się obecnie w Kongens Lyngby na przedmieściach Kopenhagi.